# Markus Lüttger
Markus Lüttger (* 15. Oktober 1966 in Bad Kreuznach) ist ein deutscher Politiker (CDU). Er ist seit dem 15. Juli 2009 Bürgermeister der Verbandsgemeinde Rüdesheim in Rheinland-Pfalz.

## Werdegang
Nach der Ausbildung bei der Verbandsgemeindeverwaltung Rüdesheim (Nahe) absolvierte er das  Studium zum Diplom-Verwaltungswirt (FH) an der Fachhochschule Mayen.
Nach der Wahl zum Ersten hauptamtlichen Beigeordneten (2008)  wurde er am 30. November 2008 mit 73,2 % zum Bürgermeister gewählt. Bei der Direktwahl am 18. Februar 2018 wurde er mit einem Stimmenanteil von 87,77 % für weitere acht Jahre in seinem Amt bestätigt. Gleichzeitig gelang es seiner Partei, der CDU, erstmals die absolute Mehrheit im Verbandsgemeinderat Rüdesheim zu erringen.

## Politik
Markus Lüttger ist Vorsitzender der CDU-Kreistagsfraktion Bad Kreuznach seit 2017. Den CDU-Gemeindeverband Rüdesheim führt er seit 2007. Die Kreisgruppe des Gemeinde- und Städtebundes leitet er im zweijährigen Wechsel seit 2008.

## Ehrenamt
Ehrenamtlich engagiert er sich für die Sozialstation Nahe, wo er den Förderverein „Aktion Füreinander“ leitet.
Lüttger ist Mitglied vieler Vereine, unter anderem der „Freunde der Dalburg“, einem Förderverein zum Erhalt der historisch bedeutenden Dalburg der Familie zu Salm-Salm in Dalberg.

## Privates
Lüttger ist verheiratet, hat zwei Kinder und lebt in Roxheim.